# Alojzij Ambrožič
Alojzij Matthew kardinál Ambrožič (v anglické podobě Aloysius Matthew Ambrozic) (27. ledna 1930 Gabrje – 26. srpna 2011 Toronto) byl kanadský římskokatolický kněz slovinského původu, torontský arcibiskup a kardinál.

## Kněz
Narodil se ve Slovinsku jako druhé ze sedmi dětí. Na konci druhé světové války, v květnu roku 1945, celá rodina uprchla do Rakouska, kde během tří let života v uprchlických táborech dokončil gymnaziální studia. V roce 1948 s rodinou emigroval do Kanady a vstoupil do semináře svatého Augustina v Torontu. Na kněze byl vysvěcen 4. června 1955.
Po pastorační praxi ve farnosti v Port Colborne odjel do Říma, kde v letech 1957–1960 absolvoval studia teologie biblické exegeze. Po návratu do Kanady sedm let vyučoval ve svém domovském semináři. Doktorát z teologie získal v roce 1970 na univerzitě ve Würzburgu. 

## Biskup
V roce 1976 byl jmenován pomocným biskupem v Torontu, biskupské svěcení přijal 27. května téhož roku. V referátu měl mimo jiné pastoraci přistěhovalců a uprchlíků. V roce 1986 se stal torontským biskupem-koadjutorem a v roce 1990 vystřídal kardinála Geralda Cartera v čele arcidiecéze. V této funkci se mj. podílel na přípravách Světového dne mládeže v Torontu. 

znak kardinála Ambrožiče

## Kardinál
Kardinálem ho jmenoval papež Jan Pavel II. 21. února 1998. Po dosažení kanonického věku rezignoval na funkci arcibiskupa Toronta. Po rezignaci, kterou přijal papež Benedikt XVI. v prosinci 2006 se jeho nástupcem se stal Thomas Christopher Collins.